# Chapelle de la Résurrection de Turku
La Chapelle de la Résurrection (en finnois : Ylösnousemuskappeli) est une église située dans le quartier de Vasaramäki  à Turku en Finlande. 

## Architecture
La chapelle est conçue par Erik Bryggman dans un mélange de classicisme nordique et  de fonctionnalisme.
Elle est construite de 1939 à 1941 dans le Cimetière de Turku.
Elle est conçue pour se fondre dans son environnement, ce qui apparaît même dans les espaces intérieurs, quand le mur de verre de la grande salle laisse passer la lumière filtrée par la pinède vers la nef. Les reliefs en grès et les autres sculptures sont de Jussi Vikainen et Ennu Oka.
La chapelle de la Résurrection est considérée comme l'une des plus belles des pays nordiques et comme l'un des plus beaux ouvrages fonctionnalistes d'Europe,,
.

## Galerie

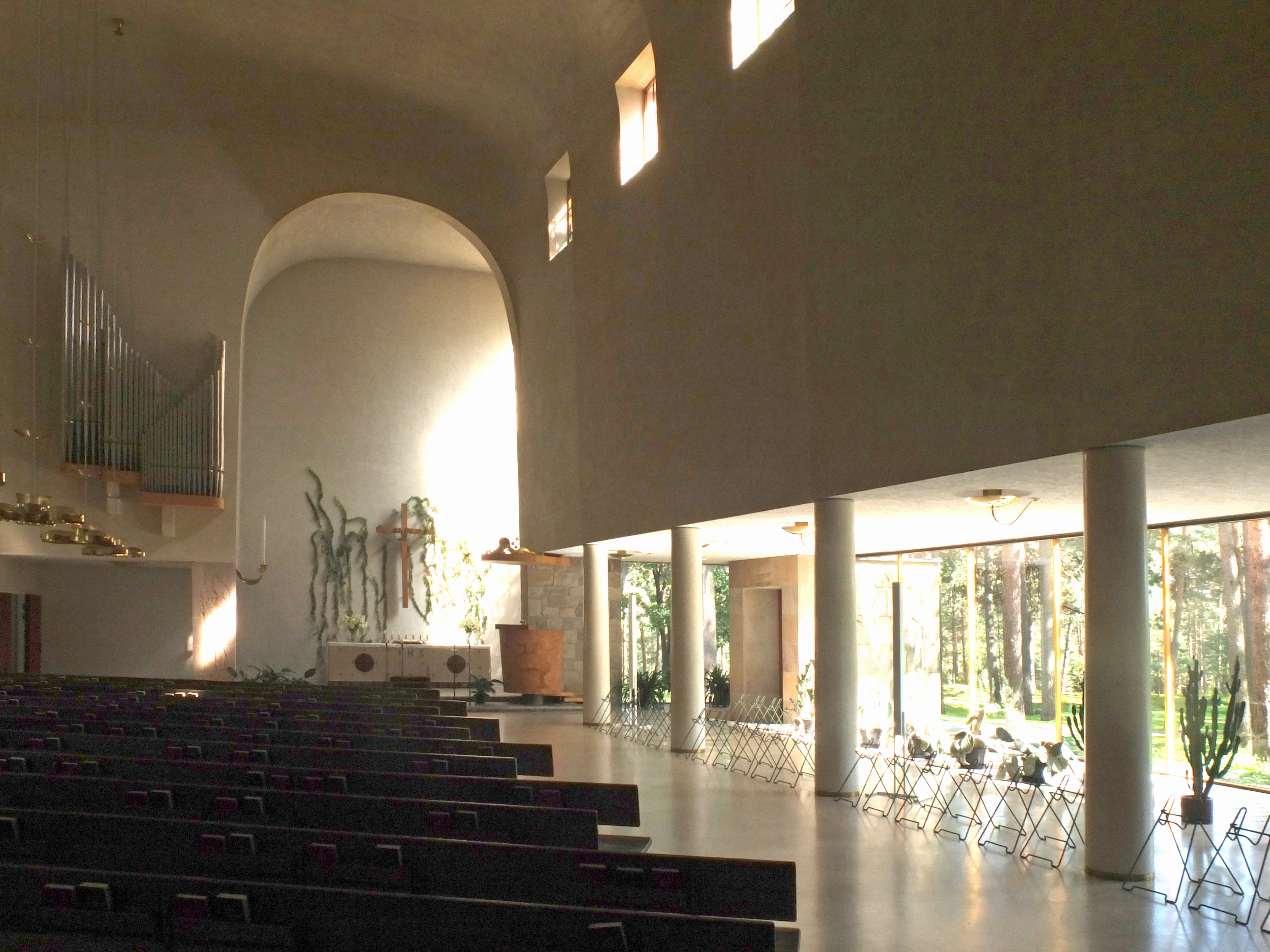
L'intérieur.
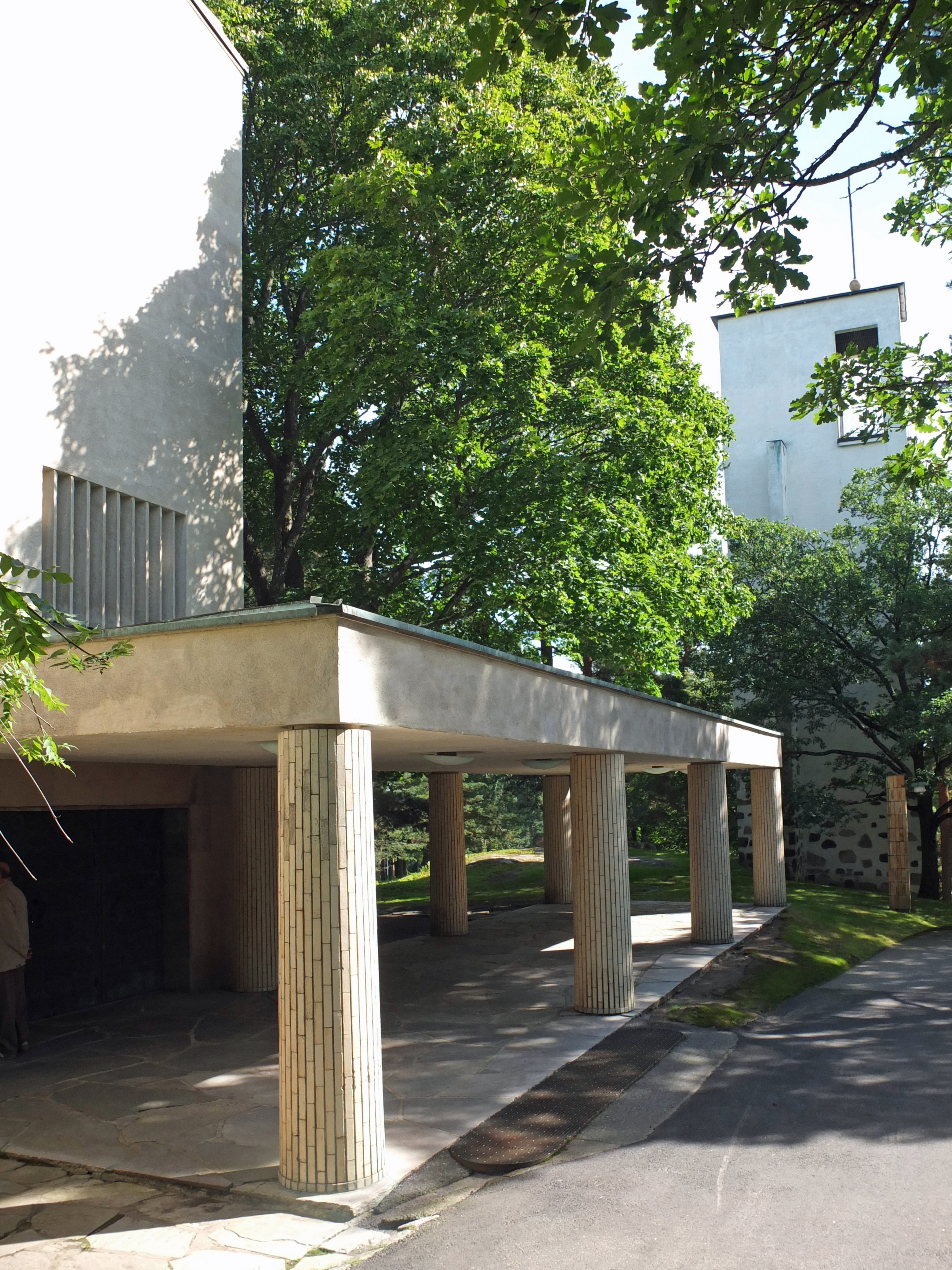
L'entrée.